# ¡Queda inaugurado el Mundial 82!
¡Queda inaugurado el Mundial 82!, aussi connue sous le simple titre Mundial 82-bis, est une bande dessinée espagnole illustrée par Francisco Ibáñez, appartenant à la franchise Mortadel et Filémon, éditée en 1982.

## Synopsis
La Coupe du monde de football 1982 en Espagne est sur le point de commencer. Toutes les équipes nationales se rendent dans le pays pour s'affronter et tenter d'atteindre la finale. Cependant, un nuage sombre s'approche : l'une des équipes est enlevée et remplacée par une équipe d'espions qui viennent pour découvrir la puissance militaire du pays. Pour les découvrir, le Super convoque Mortadel et Filémon pour jouer dans l'équipe espagnole et ainsi mettre la main sur les espions, qu'ils ne peuvent identifier que d'une seule manière : n'étant pas des footballeurs professionnels, ils sont très mauvais au football.

## Édition
Mundial 82-bis est la première longue bande dessinée des agents à être publiée en série dans le magazine Súper Mortadelo, dans les nos 124 à 129. Elle fait partie d'une série de bandes dessinées réalisées à l'occasion de la Coupe du monde de 1982 en Espagne. Mortadel et Filémon réalisent jusqu'à trois aventures pour l'événement, la première étant En marcha el Mundial 82, celle-ci la deuxième et la troisième El balón catastrófico. Dans une édition de Super Humor consacrée aux bandes dessinées de la Coupe du monde (Super Humor no 9 dans la collection moderne), l'aventure est rebaptisée Mundial 82 bis. Elle porte également ce titre dans le no 64 de la collection Olé.